# Central hidroeléctrica Rucatayo
La central hidroeléctrica Rucatayo es una Central hidroeléctrica de pasada ubicada en el río Pilmaiquén, en límite entre la Región de Los Ríos y la Región de Los Lagos. Tiene una potencia de 59,5 MW.
Está ubicada cerca de 6,4 km aguas abajo de la Central hidroeléctrica Pilmaiquén, a unos 35 km al este de Osorno.
La central tiene extrae el caudal necesario desde un embalse, pero esta catalogado como central de pasada.